# 野原敏雄
野原 敏雄（のはら としお、1930年8月31日 - ）は、日本の経済地理学者、中京大学名誉教授。生活協同組合運動に従事したことでも知られる。

## 経歴
愛知県名古屋市に生まれ、育つが、旧制中学1年を終えて、岐阜県に疎開する。旧制中学5年を終えたところで家庭の事情により学業を断念し、しばらく家業の手伝いなどをするが、やがて愛知県教育委員会事務局にあった教育文化研究所に事務員として勤めるようになり、逆コースの時期の教育現場の雰囲気に触れる。新制高校卒業の認定試験を受け、岐阜県立大垣北高等学校卒業の資格を認定され、名古屋大学文学部に学んだ。在学中には自主的に歴史研究会を組織するが、現代農村への関心から、3年次には地理学科へ進学した。1956年3月に大学を卒業し、大学院へ進学するとともに、同年9月には、中京商業高等学校（現在の中京大学附属中京高等学校）教諭となった。
1958年3月に名古屋大学大学院文学研究科（史学・地理学）修士課程を修了し（文学修士）、同年4月に中京大学商学部助手となった。翌1959年、経済地理学の担当として講師となり、1964年に助教授、1969年に教授と昇格した。中京大学では、商学部長、大学院商学研究科長、図書館長などを歴任した。
1987年7月には、「地域産業の研究」により、名古屋大学から文学博士を授与された。
学界では、経済地理学会と日本協同組合学会で多くの役職を歴任し、生協運動関係では、中京大学生協理事長や、財団法人生協総合研究所理事なども務めた。
矢田俊文の筆になる序論を含む『戦後日本主義の地域構造』の編者の一人となり、『現代の地域産業』では、翻訳書の刊行に先駆け、我が国において初めて詳細なデヴィッド・ハーヴェイの『The Limits to Capital』の紹介（とりわけ、空間編成、建造環境、恐慌論の３つの切り口に関して）を行ない、これを地域構造の概念と関連づけようとした。だが、これが矢田の関心を呼ぶことはなく、矢田俊文が経済地理学会の会長に就任した翌年の2000年、自らの意思で経済地理学会を退会した。
1996年3月、選択停年制度により、本来の停年まで5年を残し、65歳で中京大学を退職し、退職後すぐに名誉教授を贈られた。大学退職後にも、特定非営利活動法人地域と協同の研究センターセンター長（1995年 - 2006年）、特定非営利活動法人太陽光発電所ネットワーク副理事長（2011年 - ）などを務めている。

## 主な著作

### 単著
- 野原敏雄『日本資本主義と地域経済』大月書店、東京、1977年、310頁。
- 野原敏雄『地域産業の成立と展開』中京大学商学研究叢書編集委員会、名古屋、1982年、232頁。
- 野原敏雄『現代の地域産業 : 地域の経済的基礎』新評論、東京、1986年、432頁。
- 野原敏雄『現代協同組合論 : 21世紀への展望と課題』名古屋大学出版会、名古屋、1996年、249頁。ISBN 978-4815802912。
- 野原敏雄『天武の夢はるか』風媒社、2010年5月20日、265頁。ISBN 978-4833152105。
- 野原敏雄『友愛と現代社会 ―持続可能な社会の基底を求めて』風媒社、2011年、300頁。ISBN 978-4833152334。

### 共編書
- 野原敏雄、森滝健一郎・編『戦後日本資本主義の地域構造 : 戦後の日本の国土開発政策の批判 その中で地域はどう変っていったか』汐文社、東京、1975年。